# Мюллер, Хайко
Ха́йко Мюллер (нем. Heiko Müller, р. 13 января 1968) — немецкий художник.

## Обзор
Хайко Мюллер работает как независимый художник. Его работы были выставлены в его родном городе Гамбурге, а также в Нью-Йорке, Лос-Анджелесе, Сиэтле, Чикаго, Париже, Санкт-Петербурге и Тарту. Он также куратор нескольких выставок в Гамбурге. Он имеет диплом дизайнера Гамбургского университета прикладных наук, а также работал профессиональным дизайнером и иллюстратор в СМИ. Он живёт с женой и двумя сыновьями недалеко от Гамбурга.

## Творчество

Fancy Reaper, 2008

Вдохновение для своих картин Хайко Мюллер берёт из таких разнообразных источников, как средневековые иконы, голландские и фламандские картины эпохи Возрождения, народное искусство и современные комиксы. Впервые он овладел вниманием общественности когда объединил средневековую христианскую икону с современным цифровым искусством. Его последняя работа близка к американской «необразованной» культуре и поп-сюрреалистическому движению. Его картины характеризуются иллюстрациями животных с очень тёмными и апокалиптическими настроениями, часто представляющими собой современные подходы к мотивам Босха или Брейгеля. По его собственным словам, он «особенно в восторге от духовного ужаса выраженного в картинах старых фламандских мастеров». Также пытается понять, что происходит, когда эти настроения, попадают в мир спокойного и безобидного народного искусства.
Последняя работа Мюллера ознаменовала возвращение к живописи после длительного периода рисования цветными карандашами, в ходе которого он разработал специальные методы, которые позволяли сделать рисунки похожими на картины маслом. В своих работах он предпочитает использовать акрил и масло на бумаге или холсте, дополняя их карандашными рисунками. Работы Мюллера выставляются и покупаются в США почти так же часто, как в своей родной Европе.

## Выставки
Личные выставки:
- 1997 Foyer für junge Kunst, Vereinsbank, Hamburg/Harburg
- 2001 «PXP-Guy presents: Black Lines», Galerie Hinterconti, Hamburg
- 2004 «Legendae Aureae», German Institute for Culture, Tartu (Estonia)
- 2009 «Stay Awake», Jack Fischer Gallery, San Francisco

Групповые выставки:
- 1997 «Junge Hamburger», with Henning Kles and Till Gerhard, Studio Galerie, Hamburg
- 1997 «Experiment Bilderbuch», Stadtmuseum Oldenburg
- 1998 various exhibitions at the Büchergilde Gutenberg in Hamburg, Frankfurt and Berlin.
- 2001 «S.K.A.M.finale», S.K.A.M. Studio, Hamburg
- 2001 «Kopfankopf in AUGENHÖHE», Kunststück, Hamburg
- 2003 «Tag der Toten», with Henning Kles and Till Gerhard, Feinkunst Krüger, Hamburg
- 2005 «Territory #4» Exhibition & Release Party, OFR Publications, Paris
- 2005 «14 Illustratoren», Galeria Pequeña, Frankfurt am Main
- 2005 «Spezialitäten», Feinkunst Krüger, Hamburg
- 2006 «Visual Residue», CB’s 313 Gallery, New York
- 2006 «Winged Doom vs. Reeperbahn Rumble», with Marcus Schäfer, Feinkunst Krüger, Hamburg
- 2006 «Haare», Galeria Pequeña, Frankfurt am Main
- 2006 "That New Dork Smell ", Toyroom, Sacramento
- 2006 «Beasts», Belle & Wissell, Seattle
- 2006 «Don’t Wake Daddy», Feinkunst Krüger, Hamburg
- 2006 «NeighborWOOD», Compound Gallery, Portland
- 2007 «The Wurstminster Dog Show», Portland
- 2007 «Charity by Numbers», Los Angeles
- 2007 «Happily Ever After?», Seattle
- 2007 «Art Dorks Collective», Thinkspace Art Gallery, Los Angeles
- 2007 «Art Dorks Squared», The McCaig-Welles Gallery, New York
- 2007 «Rome is Burning/The New School», The Foster Gallery — Haas Fine Arts Center, Eau Claire (Wisconsin)
- 2007 «Don’t Wake Daddy II», Feinkunst Krüger & RAUM 21, Hamburg
- 2007 December Charity Show, The Project Gallery, Los Angeles
- 2008 «Deep Pop», Kenneth Chapman Gallery, New Rochelle (New York)
- 2008 «Pop Subversion at Ad Hoc Art», New York
- 2008 «A Cabinet Of Natural Curiosities», Roq La Rue Gallery, Seattle
- 2008 «The World of Urban Contemporary Art», Intoxicated Demons, Berlin
- 2008 «Art Dorks Collective», DVA Gallery, Chicago
- 2008 «4 Faces of Foofaraw» with Femke Hiemstra, Fred Stonehouse and Anthony Pontius, Feinkunst Krüger, Hamburg
- 2008 «10 Jahre Feinkunst Krüger», Westwerk, Hamburg
- 2008 «The Inaugural Show», T & P Fine Art, Philadelphia
- 2008 «Don’t Wake Daddy III», Feinkunst Krüger, Hamburg
- 2008 X-MAS 08, Galleri Christoffer Egelund, Copenhagen
- 2009 «Mixed Palette» at the Recoat Gallery, Glasgow
- 2009 «Superschool» (curated by Lola) at Copro Nason Gallery, Santa Monica, CA
- 2009 «OCHO número atómico» at ROJO Artspace Barcelona
- 2009 "Boarding Gat"e (curated by Alexandra Kollaros) at K-art, Athens
- 2009 «Kunst im Tresor», Munich
- 2009 «Urban Art» at Galleri Jan|Zen, Aalborg, Denmark

## Публикации
- 2002 Lodown #34 (Berlin)
- 2003 Elegy #12/03 (Paris)
- 2004 1x1 Pixel-Based Illustration & Design (Barcelona)
- 2004 Freewave (Booth Clibborn Editions, London)
- 2005 Freistil 2 — Best of European Commercial Illustration
- 2005 Defrag #7 (Italy)
- 2005 Territory #4 — The Mood of Gothic (BigBrosWorkshop, Malaysia)
- 2006 The Darkening Garden (Payseur & Schmidt, Seattle)
- 2006 Beasts! (Fantagraphics, Seattle)
- 2007 dpi Magazine (Taiwan)
- 2007 LOW Magazine (Germany)
- 2007 a5 Magazine (Israel)
- 2007 LetGo Magazine (Los Angeles)
- 2007 Paper Tiger Comix #4 (Paper Tiger, UK)
- 2007 Empty Magazine (Australia)
- 2007 Castle Magazine #11 (Germany)
- 2007 ISM Autumn Issue v. 04 i. 03 (Los Angeles)
- 2007 ARGH! (Valencia)
- 2007 Jitter Magazin (Berlin)
- 2007 Cimaise — Ceci est un magazine d’ars (Paris)
- 2007 Belio Magazine (Madrid)
- 2007 D/Zines (LANDA Designer, Münster)
- 2008 Stirato (Rome)
- 2008 Underground Culture from all Parts of the World (Shoeisha, Japan)
- 2008 NOVUM (Munich)
- 2008 Heiko Müller — Stay Awake (ROJO, Barcelona)
- 2008 Pep! (Hungary)
- 2008 Good vs Evil #1 (London)
- 2008 AURORA Artzine (Germany)
- 2008 Color-Ink-Book San Diego 2008 Comic-Con Edition, The Brothers Washburn (Oceanside, CA)
- 2008 Proteus Mag #5 (PDF Magazine)
- 2008 Spooky Calendar 2009 by Die Gestalten Verlag (Berlin)
- 2008 Pocketful (Istanbul)
- 2008 The Upset: Young Contemporary Art, Die Gestalten Verlag (Berlin)
- 2008 Color-Ink-Book #1 APE Edition, The Brothers Washburn (Oceanside, CA)
- 2008 Good vs. Evil #2 (London)
- 2009 VIZIOmag #3 (E-Zine)
- 2009 a5 Magazine — Childhood Ausgabe (Israel)
- 2009 La Cruda #2 (Barcelona)
- 2009 Juxtapoz #98 (San Francisco)
- 2009 6M1P #11 (Toulouse)
- 2009 BG Magazine #41 Animal Edition (Ecuador)
- 2009 ROJO, Project OCHO, Número Atómico (Barcelona)
- 2009 Boarding Gate Catalogue, (Athens)
- 2009 Jitter Magazin (Berlin)
- 2009 Semi Permanent 2009 (Sydney)
- 2009 DODOS (Seoul)
- 2009 La Cruda #3 (Barcelona)
- 2009 W Korea — Green Edition (Korea)
- 2009 100 % O2 Magazine #1 (Beijing)
- 2009 Good vs. Evil #3 (London)
- 2009 a5 Magazine — Hero Edition (Israel)
- 2009 The Upbeats — Ghost Radio/1968 12" Covergestaltung (New Zealand)
- 2009 The Ark (Argentina)
- 2009 EPOS VISA Card (Japan)
- 2009 A (dos puntos) (Santiago)